# دایره اینکار
دایره اینکار (به لاتین: Inékar) یک منطقهٔ مسکونی در مالی است که در استان گائو واقع شده‌است. دایره اینکار ۲۷٬۰۰۰ کیلومتر مربع مساحت و ۸٬۷۱۴ نفر جمعیت دارد.